# 1982年天安门广场驾车撞人事件
1982年天安门广场驾车撞人事件又称姚锦云驾车撞人危害公共安全致人重伤、死亡案，是1982年1月10日11时发生在中华人民共和国北京市天安门广场的一起重大的交通事故及刑事案件。该案被称为“中国以危险方法危害公共安全罪第一案”。

## 事件背景

### 凶手
姚锦云（1958年2月22日—1982年2月19日）出生于一个父母均为二婚重组教师家庭。父亲曾是冯玉祥的秘书，后到北京铁路二中教书。母亲是西直门第一小学的数学教师。她是家里最小的孩子，出生时父亲已经61岁。“文革”期间，姚家经历过多次抄家，姚锦云同父异母的姐姐和嫂子分别自杀。但姚锦云的个人生活较为丰富，并持续到了她参加工作以后。
1977年，姚锦云到顺义县赵全营公社红铜营大队下乡插队，后又于1979年底被调回北京，并进入北京市出租汽车公司一厂动物园车队，成为一名出租车女司机。
在一些街坊邻居的回忆中，姚锦云“从小性格开朗活泼，但脾气有些冲，有点男孩子气”“天生就喜欢冒险”，并认为她喜欢开车。

### 作案动机
1981年12月，姚锦云只完成15次调度任务，距公司规定的52次差距甚大，她也是动物园车队66名司机中未完成次数最多的。1982年1月6日下午，车队队长靳景义在职工大会上对此进行通报，那次大会上新颁布的奖惩办法规定，每少完成一次调度次数扣0.8元，少完成两次扣1.7元。据此，12月份应扣除姚锦云出车公里费津贴7.4元之后还欠23.2元。车队领导强调，如果姚锦云下月能完成或基本完成调度任务，可以不扣。
姚锦云对这个处理结果非常不满，她的委屈在于：“今年1月份才定的新规定，为什么要反过头扣上月的？你们是存心整我，欺负我！”1月8日早上，队长靳景义、副队长孙堂一同找她谈话，姚锦云动怒，靳、孙二人当即决定暂不让她出车。1月8日下午，车队宣布姚锦云正式停班。此后的领导谈话仍未能化解矛盾。

## 事件经过
1982年1月10日，姚锦云来到车队要求出车，值班副队长孙堂对她说：“等队长回来再谈，你带着思想情绪开车不利于安全。”她双手揪住孙堂的衣服前襟，被旁人拉开。10点多，一名司机驾驶华沙牌轿车回队，把车钥匙放在办公室桌子上，姚锦云抄起钥匙就把车开走了。
驾驶过程中，姚锦云认为开车回队“没有好下场”，于是“不想活了”，产生了撞击金水桥的想法，以引起社会的注意，希望借此能惩罚车队领导。行至天安门时，姚锦云不顾交通民警的阻拦，驱车闯入天安门广场，然后开足马力，故意从人民英雄纪念碑西侧朝广场旗杆西侧和金水桥前密集的人群猛冲，致5人死亡，19人受伤（其中11人重伤）。后汽车撞上金水桥，导致金水桥正桥西侧汉白玉栏杆被撞坏，汽车被撞毁。此时姚锦云用头狠命地碰撞方向盘和车窗玻璃，试图自尽，但只是面部受了轻伤，被很快赶来的交警送往医院并随即被抓获。1月15日，姚锦云被北京市公安局正式逮捕。
她在事后的口供中透露：“为了急于挽回损失，争取下月不被扣工资，当时得知领导不让出车时很生气。”她原本想到公司告状，在想到当日是星期天不上班后“没地方说理去，干脆不活了，到天安门广场金水桥撞桥自杀算了！撞不死，掉到金水河里也会淹死，而且可以制造影响，让领导重视我的问题，追究车队领导责任，我死了他们也好受不了。”

## 审判
1982年1月17日，北京市人民检察院分院向北京市中级人民法院提起公诉。1月30日，北京市中级人民法院公开开庭审理本案。法庭审理认为，姚锦云对本单位领导有意见，不采取合法的途径解决，竟目无国法，无视人民生命财产安全，公然在天安门广场驾车向密集人群冲撞，致使在场无辜群众5人死亡，19人受伤，罪行严重，必须依法严惩。当庭判决姚锦云犯以驾车撞人的危险方法危害公共安全致人重伤、死亡罪，判处死刑，剥夺政治权利终身。
姚锦云对判决没有提起上诉。她在给好友留下的信中表示“此刻别无所求，只求一死，以自己的生命来平息他们的悲伤和愤怒。”并且还要求捐赠遗体及器官：“让他们活下去，也就是我用自己的死换取别人的活。”
1982年2月19日，姚锦云被执行死刑，离她24岁生日只差3天。

## 后续
1982年2月11日，北京市人民政府认定“出租汽车公司一厂厂长白世刚，主管经济责任制试行工作，对试行中可能出现的问题，考虑不周，抓得不细，特别是把一部分增奖、扣奖的决定权下放到车队，是不适当的。当动物园车队干部向他请示要给姚锦云停班时，他没有问明情况，也没有强调必须做好思想工作，防止发生意外，就草率地同意给姚停班……动物园车队队长靳景义，政策观念差，处理扣罚奖金、工资这一涉及工人利益的问题很不慎重，工作方法简单，对可能发生的问题疏于防范”，决定给出租汽车公司一厂厂长白世刚行政记过处分、动物园车队队长靳景义行政记大过处分。公共交通总公司和出租汽车公司因在姚案发生以后作了深刻检讨并认真检查改进工作，决定不予处分。同时对参与制止姚锦云的刘增山、刘卫、亢亚利、赵延海四位执勤交通民警和杨纯谦、安金英两位路过交通民警予以表扬。
1982年2月起，天安门广场开始安装栅栏和隔离墩，此前广场没有遮拦，与道路连成一片的景象不复存在。